# Kuwohi
Der Kuwohi (Cherokee: ᎫᏩᎯ, Maulbeerort), früher Clingmans Dome oder auch Clingman’s Dome, ist ein 2025 Meter hoher Berg in den Great Smoky Mountains an der Grenze der beiden US-Bundesstaaten Tennessee und North Carolina und deren Countys Sevier und Swain. Der Gipfel der Erhebung bildet den höchsten Punkt Tennessees und auf ihm befindet sich seit dem Jahre 1959 ein Aussichtsturm. Der Clingmans Dome liegt im Great-Smoky-Mountains-Nationalpark und ist nach dem Mount Mitchell und dem Mount Craig der höchste Berg der USA östlich des Mississippi Rivers.
Die Erhebungen wurde bei Landvermessungen im 19. Jahrhundert nach dem Brigadegeneral der Südstaatenarmee Thomas Lanier Clingman benannt. 2024 wurde der Berg in seinen Cherokeenamen Kuwohi zurückbenannt.